# 알아흐사

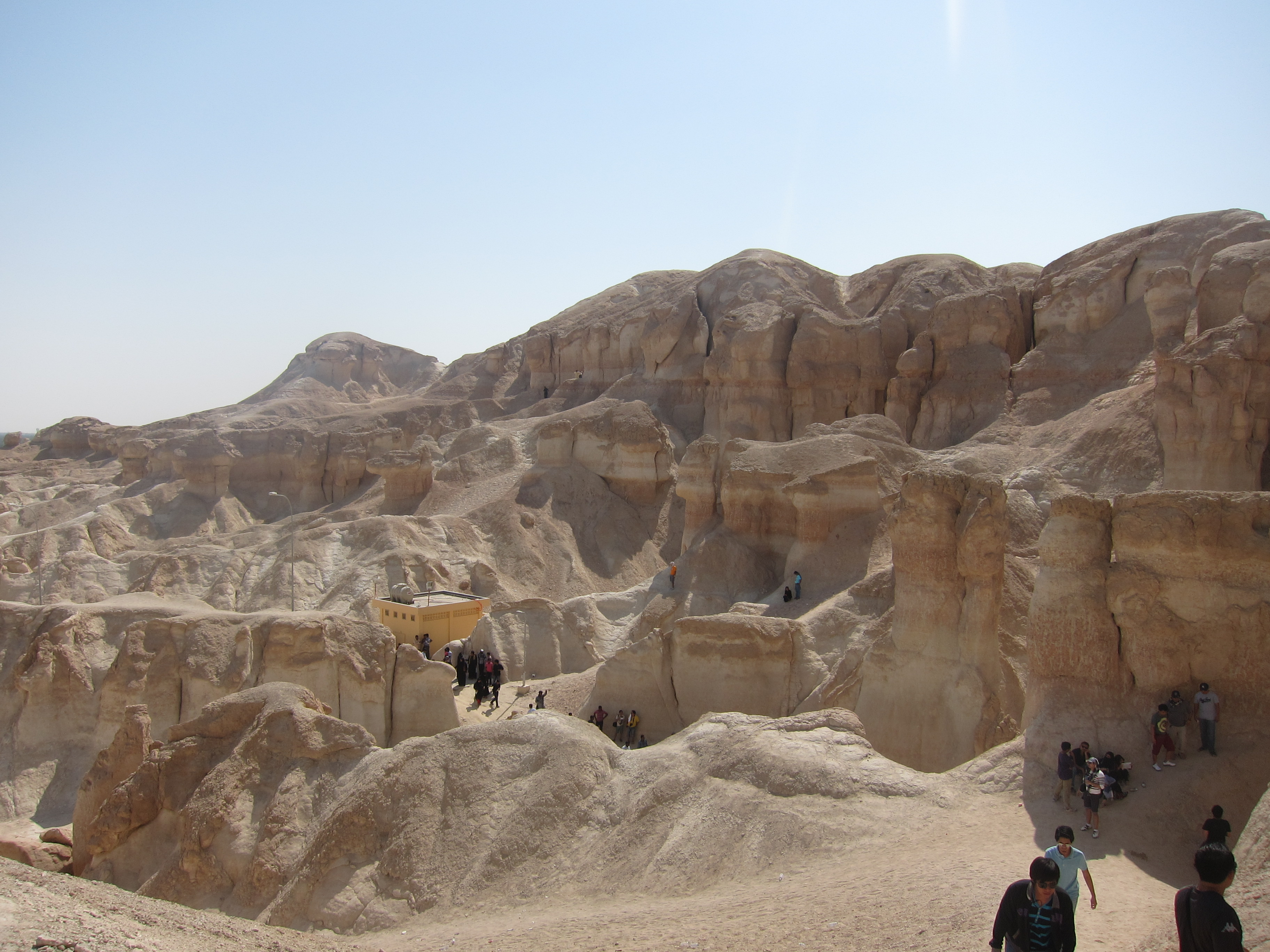
호푸프시에서 동쪽으로 16km 떨어진 곳에 자리한 카라산

알아흐사 또는 알하사 다른 이름으로 하자르(아랍어: الأحساء al-Aḥsāʾ), 현지 명칭으로 알라하사(al-Ahasā)는 사우디아라비아 동부의 전통적인 오아시스 지역이다. 사우디아라비아 동부주의 대다수를 차지하는 하사 무하파자의 이름을 이것에서 따왔다. 하사의 오아시스 지대는 아라비아만에서 내륙 방향으로 약 60km 떨어진 곳에 위치해 있다.
하사는 옛날 바레인 지방에 속했다. 바레인 지방은 아라비아반도의 동부 해안가에서 오만까지 뻗어내려가는 지역 일대에 아왈섬(오늘날의 바레인)을 아우르는 지역을 가리켰다. 하사는 예로부터 바레인 지방의 중심지로, 대다수의 주민이 이곳에 모여 살고 농사도 이곳에서 지었다.

## 역사
하사는 그 일대의 메마른 지역과는 달리 물이 풍부했기 때문에 선사 시대부터 사람이 살았다. 하사에 있는 오아시스에서 수천 년간 천연 샘물이 솟아나오면서 선사 시대부터 사람들이 정착하고 농사 (특히 대추야자)를 짓는데 큰 역할을 했다.
하사의 초창기 역사는 동아라비아의 역사라고 할 수 있다. 기원후 899년 까마리타파의 지도자인 아부 타히르 알자나비가 하사를 지배하게 되었고, 아바스 왕조의 바그다드와 단절 독립을 선언했다. 수도는 지금의 호푸프 부근에 있었던 알무크미니야였다. 1000년경 알하사는 인구 10만이 거주하여 세계에서 아홉 번째로 큰 도시가 되었다. 1077년에는 까마리타 왕조에서 우유니드 왕조로 넘어갔다. 이후 아사 지역은 아스푸르 왕조의 바라니인들이 다스리다가 그 동족이 세운 자브리드 왕조로 넘어갔는데, 이들은 어마어마한 권력을 행사하고 호르무즈 왕국으로부터 바레인 섬들을 다시 빼앗아 오기도 했다.
1521년 포르투갈 제국이 자브리드의 마지막 국왕 미그린 이븐 자밀이 다스리던 아왈 제도 (오늘날의 바레인)을 침공해 대승을 거뒀다. 자브리드인들은 오스만 제국과 대치하며 본토의 거점을 빼앗기지 않으려 애썼고 부족 연맹을 결성했는데 이를 문타피크라 불렀다. 그러나 결국 1550년 아사와 그 부근의 카티프 지방이 오스만 제국의 술탄 술레이만 1세가 다스리는 오스만 제국의 주권국으로 들어가게 되었다. 아사는 명목상으로만 오스만 제국 행정구역의 라사 주에 편입되었고 실질적으로는 포르투갈의 속국으로 있었다. 카티프는 나중에 포르투갈에게 빼앗겼다.
오스만 제국은 1670년 아사 지역에서 격퇴당해 물러났고 그 자리를 대신해 바누칼리드족의 추장들이 다스리게 되었다.
1795년 아사는 카티프와 함께 와하브 운동으로 세워진 사우드 제1왕국에 병합됐으나 1818년 이집트 총독 무함마드 알리의 명령으로 오스만 제국이 다시 침공해 지배를 받았다. 이후 바누칼리드족이 또 한번 권력을 잡았으나 1830년 사우드 제2왕국이 하사 지역을 다시 편입시켰다.
오스만 제국의 직접 통치는 1871년에 다시 힘을 되찾았고 하사는 처음에 바그다드 주와 하위 행정구역인 바스라 주로 각각 나뉘어 1875년에 편입됐다. 1913년에는 근대 사우디아라비아를 건국한 이븐 사우드가 아사와 카티프 지역을 자신의 영토였던 나즈드로 병합시켰다.
1922년 12월 2일 퍼시 자카리야 콕스가 쿠웨이트의 에미르인 셰이흐 아흐마드 알 사바에게 쿠와이트의 국경이 수정되었음을 공식적으로 통보했다. 그 해 이전에 쿠웨이트 주재 영국 대표였던 존 무어 시장이 사우디아라비아의 이븐 사우드를 면담하여 쿠웨이트와 나즈드 사이의 국경 문제를 결론짓자고 했다. 그 결과 1922년 우카이르 협약이 체결되어 영국은 쿠웨이트 에미르가 영유권을 주장하는 영토에 대해 이븐 사우드의 주권을 인정했다.

## 경제
예로부터 하사는 아라비아 반도 내에서 몇 안되는 쌀 재배 및 수출 지역 중 한 곳이었다.

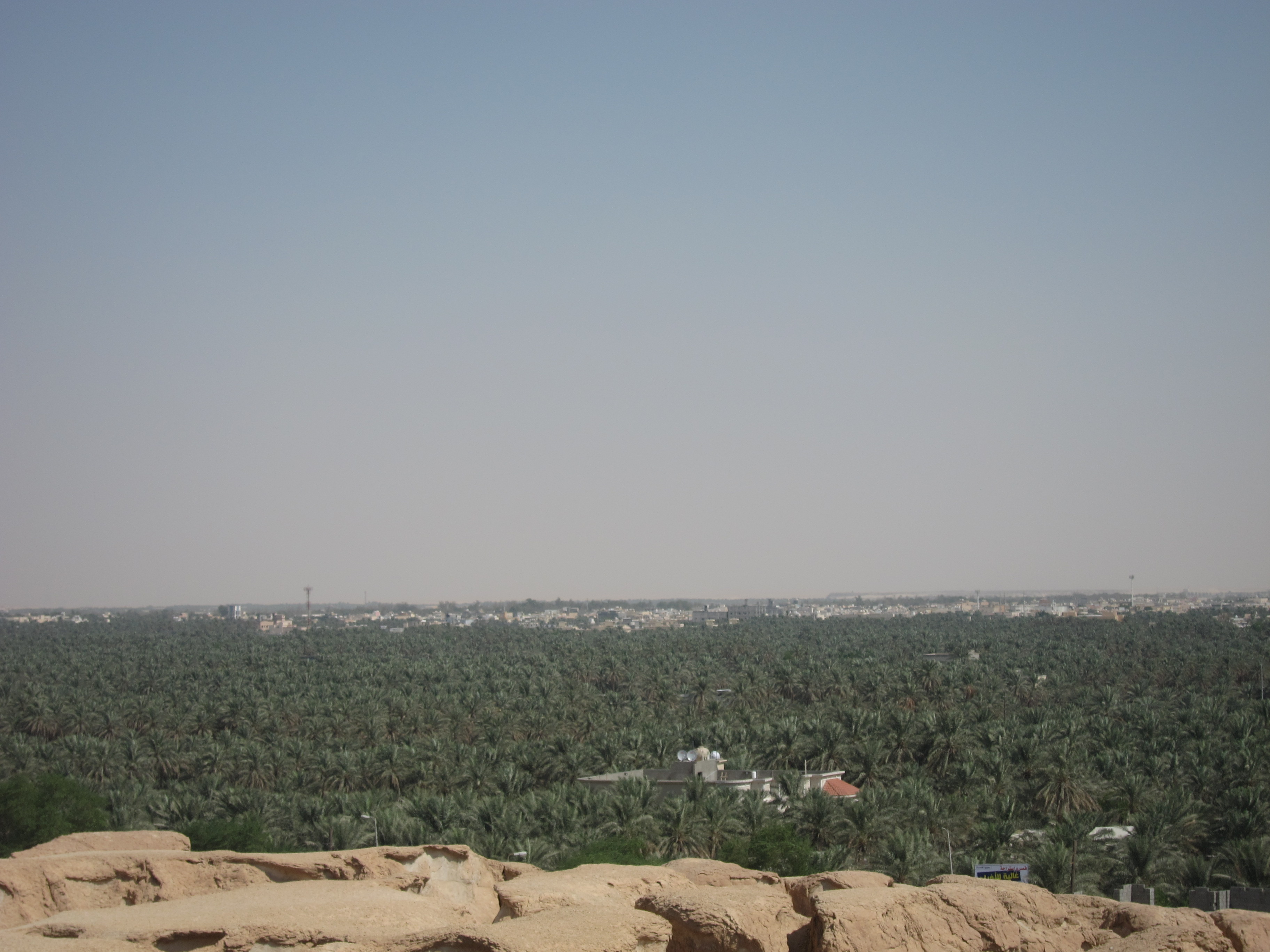
야자나무 오아시스

1938년에는 담맘 부근에서 석유 단층이 발견되어 하사 지역의 급속한 근대화를 이끌었다. 1960년대 초 석유 생산량은 백만 배럴에 달했다. 오늘날 하사는 세계 최대의 석유 밀집 지대인 가와르 지대로 둘러싸여 있다.
하사는 야자나무와 대추야자로도 유명하다. 하사에는 3천만 개 이상의 야자나무가 자라며 매년 십만 개의 대추야자를 생산하고 있다.

## 관광 명소
하사의 오아시스 지대를 이루는 개울과 샘은 6~70여개에 달하며 움사바하 (Ummsaba'ah), 하라 (Al-Harrah), 카도드 (Al-Khadod) 등이 있다.
하사 오아시스 지대에는 수많은 고고학 유적지도 분포해 있으며 이 지역의 중요성을 엿볼 수 있게 해준다.

## 기후
최저 기온은 30도대, 최고 기온은 50도에 달할 만큼 전형적인 건조 기후의 특징을 띄고 있다.
| 알하사 (1985–2010)의 기후            | 알하사 (1985–2010)의 기후 | 알하사 (1985–2010)의 기후 | 알하사 (1985–2010)의 기후 | 알하사 (1985–2010)의 기후 | 알하사 (1985–2010)의 기후 | 알하사 (1985–2010)의 기후 | 알하사 (1985–2010)의 기후 | 알하사 (1985–2010)의 기후 | 알하사 (1985–2010)의 기후 | 알하사 (1985–2010)의 기후 | 알하사 (1985–2010)의 기후 | 알하사 (1985–2010)의 기후 | 알하사 (1985–2010)의 기후 |
| 월                                   | 1월                       | 2월                       | 3월                       | 4월                       | 5월                       | 6월                       | 7월                       | 8월                       | 9월                       | 10월                      | 11월                      | 12월                      | 연간                      |
| ------------------------------------ | ------------------------- | ------------------------- | ------------------------- | ------------------------- | ------------------------- | ------------------------- | ------------------------- | ------------------------- | ------------------------- | ------------------------- | ------------------------- | ------------------------- | ------------------------- |
| 역대 최고 기온 °C (°F)               | 32.7 (90.9)               | 37.8 (100.0)              | 41.2 (106.2)              | 45.0 (113.0)              | 49.0 (120.2)              | 50.6 (123.1)              | 50.8 (123.4)              | 49.7 (121.5)              | 48.0 (118.4)              | 45.6 (114.1)              | 45.8 (114.4)              | 32.5 (90.5)               | 50.8 (123.4)              |
| 일평균 최고 기온 °C (°F)             | 21.2 (70.2)               | 24.2 (75.6)               | 28.9 (84.0)               | 35.1 (95.2)               | 41.5 (106.7)              | 44.4 (111.9)              | 45.7 (114.3)              | 45.4 (113.7)              | 42.3 (108.1)              | 37.6 (99.7)               | 29.9 (85.8)               | 23.4 (74.1)               | 35.0 (95.0)               |
| 일일 평균 기온 °C (°F)               | 14.7 (58.5)               | 17.2 (63.0)               | 21.5 (70.7)               | 27.2 (81.0)               | 33.3 (91.9)               | 36.3 (97.3)               | 37.8 (100.0)              | 37.2 (99.0)               | 33.8 (92.8)               | 29.2 (84.6)               | 22.4 (72.3)               | 16.6 (61.9)               | 27.3 (81.1)               |
| 일평균 최저 기온 °C (°F)             | 8.5 (47.3)                | 10.6 (51.1)               | 14.3 (57.7)               | 19.6 (67.3)               | 24.9 (76.8)               | 27.6 (81.7)               | 29.4 (84.9)               | 28.9 (84.0)               | 25.3 (77.5)               | 21.1 (70.0)               | 15.6 (60.1)               | 10.5 (50.9)               | 19.7 (67.5)               |
| 역대 최저 기온 °C (°F)               | −2.3 (27.9)               | 1.0 (33.8)                | 0.7 (33.3)                | 7.3 (45.1)                | 17.0 (62.6)               | 18.3 (64.9)               | 19.8 (67.6)               | 19.7 (67.5)               | 17.3 (63.1)               | 13.0 (55.4)               | 5.8 (42.4)                | 0.8 (33.4)                | −2.3 (27.9)               |
| 평균 강우량 mm (인치)                | 15.0 (0.59)               | 11.6 (0.46)               | 16.2 (0.64)               | 10.7 (0.42)               | 2.1 (0.08)                | 0.0 (0.0)                 | 0.0 (0.0)                 | 0.9 (0.04)                | 0.0 (0.0)                 | 0.6 (0.02)                | 5.1 (0.20)                | 21.1 (0.83)               | 83.3 (3.28)               |
| 평균 강수일수                        | 8.7                       | 5.8                       | 9.1                       | 7.3                       | 2.0                       | 0.0                       | 0.1                       | 0.2                       | 0.0                       | 0.3                       | 3.1                       | 7.2                       | 43.8                      |
| 평균 상대 습도 (%)                   | 55                        | 49                        | 44                        | 38                        | 27                        | 22                        | 23                        | 30                        | 33                        | 39                        | 47                        | 56                        | 39                        |
| 출처: Jeddah Regional Climate Center |                           |                           |                           |                           |                           |                           |                           |                           |                           |                           |                           |                           |                           |

## 같이 보기
- 동아라비아